# Regimiento n.º 1 de artillería
El Regimiento n.º 1 de artillería fue una unidad militar del Ejército de Chile durante la Guerra del Pacífico de la rama de Artillería. En vísperas de la guerra tenía 420 plazas. Estaba distribuida en Santiago y Concepción. Fue enviada inmediatamente al norte tras la ocupación de Antofagasta.
Al inicio de las hostilidades poseía 24 cañones Krupp de montaña, 4 cañones Krupp de campaña así como 6 ametralladoras Gatling.: 43 
Con base en la segunda compañía de la segunda batería de esta unidad, el gobierno creó el 26 de marzo de 1879 una brigada de artillería que posteriormente sería el Regimiento n.º 2 de artillería.: 51 